# カペーナ門
カペーナ門（ラテン語: Porta Capena）は、イタリア ローマの古代ローマ時代の城壁であるセルウィウス城壁に設けられた城門である。この門は、アッピア街道とラティーナ街道のローマ側の起点であり、アッピア街道の当初の終点であったカシリナム（現 カプア）に因んで名付けられたとも言われている。ドミティアヌス帝もしくはネロ帝がカペーナ門を修復したという考古学研究もある。しかし、帝政期にはこの場所においての城門としての役割は終わっており、マルキア水道支流の水道橋整備の一環として行われたのではないかと思われる。
現在、カペーナ門は残存しておらず、カエリウスの丘の南西斜面で、キルクス・マクシムスとカラカラ浴場の間、現在のカペーナ広場（Piazza di Porta Capena）付近にあったと推測されている。付近からはセルウィウス城壁のものと思われる破片が見つかっているのみである。
カペーナ門付近の泉から採水した聖なる水は、商人や旅人の守護神メルクリウスの祭メルクラリア（Mercuralia）で使われたと言われている。

## アクセス
- ローマ地下鉄B線 チルコ・マッシモ駅 すぐ

## 隣接する著名な施設
- 国際連合食糧農業機関本部（FAO Headquarters）
- カラカラ浴場 - カラカラ帝が216年に造ったローマ浴場
- キルクス・マクシムス - 王政ローマ時代に造られた長さ621m,幅118m,収容人員15万人の競技場跡
- San Gregorio Magno al Celio − ローマ教皇グレゴリウス1世が575年〜580年に創設したベネディクト会の教会・修道院